# Харих, Вольфганг
Во́льфганг Ха́рих (также Гарих, нем. Wolfgang Harich; 9 декабря 1923, Кёнигсберг — 15 марта 1995, Берлин) — немецкий философ, журналист и один из самых противоречивых марксистских мыслителей ГДР.

## Биография
Вольфганг Харих родился в семье литератора и писателя Вальтера Хариха и его супруги Анне-Лизы Винекен. Вырос в Нойруппине и в берлинском районе Вильмерсдорф. Окончив гимназию, вольным слушателем посещал философские лекции Николая Гартмана и Эдуарда Шпрангера в Берлинском университете. В 1942 году был призван на военную службу. После долгого пребывания в военных госпиталях в 1944 году Харих дезертировал из армии и тайно проживал в Берлине. Был связан с коммунистической группой сопротивления «Эрнст».
В начале мая 1945 года по заданию группы Ульбрихта Вольфганг Леонгард поручил Хариху организацию культурной работы в Вильмерсдорфе и других западных районах Берлина. При подготовке к учреждению Культурного союза демократического обновления Германии Харих тесно взаимодействовал с Иоганнесом Р. Бехером и другими деятелями культуры, вернувшимися на родину из эмиграции. В феврале 1946 года Вольфганг Харих вступил в КПГ.
Харих работал литературным и театральным критиком в издании «Курьер», выпускавшимся французскими оккупационными властями, затем в отсутствие работы в западных секторах Берлина — в Tägliche Rundschau, ежедневной газете Советской военной администрации. Был дружен с актёрами Паулем Вегенером и Виктором де Кова, а также с театральным критиком Фридрихом Луфтом. За недружелюбную критику в 1946 году публично получил пощёчину от театральной дивы Кете Дорш.
С 1948 года Вольфганг Харих читал лекции по марксистской философии в Берлинском университете. В 1951 году защитил диссертацию по творчеству Иоганна Готфрида Гердера и получил назначение профессором философского факультета. С 1953 года Харих и Эрнст Блох издавали «Немецкую философскую газету» (нем. Deutsche Zeitung für Philosophie). После событий 17 июня 1953 года Харих открыто критиковал догматическую политику партии в области культуры и средств массовой информации и был вынужден оставить работу в университете. В 1954 году получил должность главного лектора издательства Aufbau-Verlag, возглавляемого Вальтером Янкой.
После XX съезда КПСС под влиянием Дьёрдя Лукача и Эрнста Блоха в издательстве возник «Круг единомышленников», неформальная группа марксистских мыслителей, требовавших внутренних реформ в партии. Хариху было поручено составить на основе результатов дискуссий «Платформу особого немецкого пути к социализму». Один экземпляр платформы, в котором предлагалось лишить власти Вальтера Ульбрихта и объединить Германию в нейтральное, демилитаризованное государство, Вольфганг Харих передал послу СССР в Берлине. Не согласовав свои действия с соратниками, Харих передал содержание платформы Рудольфу Аугштайну и сотрудникам Восточного бюро СДПГ. Вслед за этим 29 ноября 1956 года незамедлительно последовал арест Хариха.
Сделав выводы из трагических событий в Венгрии, правительство ГДР решило создать прецедент и организовало в марте 1957 года показательный процесс против Вольфганга Хариха по обвинению в формировании конспиративной антигосударственной группы. Харих был приговорён к десяти годам тюремного заключения, в последующем процессе длительные сроки тюремного заключения получили также Бернхард Штайнбергер, Манфред Хертвиг, Вальтер Янка, Густав Юст, Рихард Вольф и Хайнц Цёгер. Опасаясь за свою жизнь, Харих сотрудничал со следственными и судебными органами.
В конце 1964 года Вольфганг Харих по амнистии вышел на свободу и был направлен на работу в издательство Akademie Verlag, где внештатным работником переработал большое издание Людвига Фейербаха, работал над своей книгой о Жане Поле. Начиная с семидесятых годов Харих занимался проблемами охраны окружающей среды, его взгляды об экодиктатуре, изложенные в работе «Коммунизм без роста», подверглись массивной критике со стороны левых как на Западе, так и на Востоке. Харих стал занимать всё более экстремистские позиции.
В 1990 году Верховный суд ГДР реабилитировал Вольфганга Хариха. Харих приветствовал политические изменения в ГДР, видя в них возможность для экосоциалистического развития объединённой Германии, но дальнейшее развитие событий его разочаровало. В 1992 году Харих вместе с публицистом Штефаном Штайнсом разработал концепцию реконструкции общегерманской КПГ.
В ответ на книгу Янки «Трудности с правдой» («Проблема правды», нем. Schwierigkeiten mit der Wahrheit) и другие упрёки за его поведение в 1956—1957 годах Харих выпустил в 1993 году свою книгу «Нет трудностей с правдой» и обратился против Янки в суд. В 1994 году Харих вступил в Партию демократического социализма и присоединился к её левому крылу.
Вольфганг Харих был женат четыре раза. В браке с актрисой Изот Килиан родилась дочь Катарина Харих (род. 1952). Состоял в длительных отношениях с актрисой Гизелой Май. С 1975 года и до своей смерти проживал недалеко от берлинского Народного парка Фридрихсхайн. Похоронен на берлинском кладбище «У Галльских ворот».

## Сочинения
- Rudolf Haym und sein Herderbuch. Beiträge zur kritischen Aneignung des literaturwissenschaftlichen Erbes. Aufbau-Verlag, Berlin 1955.
- Jean Pauls Kritik des philosophischen Egoismus. Belegt durch Texte und Briefstellen Jean Pauls im Anhang. Suhrkamp Verlag, Frankfurt 1968.
- Zur Kritik der revolutionären Ungeduld. Eine Abrechnung mit dem alten und dem neuen Anarchismus. Edition Etcetera, Basel 1971.
- Jean Pauls Revolutionsdichtung. Versuch einer neuen Deutung seiner heroischen Romane. Akademie-Verlag, Berlin 1974.
- Kommunismus ohne Wachstum? Babeuf und der «Club of Rome». Sechs Interviews mit Freimut Duve und Briefe an ihn. Rowohlt, Reinbek bei Hamburg 1975.
- Keine Schwierigkeiten mit der Wahrheit. Zur nationalkommunistischen Opposition 1956 in der DDR. Dietz Verlag, Berlin 1993.
- Nietzsche und seine Brüder. Kiro, Schwedt 1994.
- Ahnenpass. Versuch einer Autobiographie. Schwarzkopf & Schwarzkopf, Berlin 1999.
- Nicolai Hartmann. Leben, Werk, Wirkung. Königshausen und Neumann, Würzburg 2000.
- Nicolai Hartmann — Größe und Grenzen. Versuch einer marxistischen Selbstverständigung. Königshausen und Neumann, Würzburg 2004.